# Alba Adriatica
Alba Adriatica è un comune italiano di 13 314 abitanti della provincia di Teramo in Abruzzo e fa parte dell'unione dei comuni Città Territorio-Val Vibrata. È comune autonomo dal 1956, precedentemente faceva parte del comune di Tortoreto.

## Geografia fisica
Il territorio di Alba Adriatica è situato nella Val Vibrata. A nord confina con i comuni di Martinsicuro, Colonnella e Corropoli, a est confina con il mare Adriatico, a sud con il comune di Tortoreto e a ovest sempre con Corropoli.
Nella classificazione sismica della protezione civile è identificato come Zona 3, cioè zona a sismicità bassa, mentre nella classificazione climatica è contrassegnato come Zona C.

## Origini del nome
Il nome nacque da una discussione nel comitato promotore della Barca a due vele, vincitore del referendum per la separazione dell'allora frazione di Tortoreto Stazione dal comune di Tortoreto, discussione in cui la scelta del nome del costituendo comune fu indirizzato su Alba, proposta dall'ingegnere Ulderico Bagalini, con la specifica "Adriatica", per differenziarla da Alba. Nelle ere antiche, Plinio il Vecchio descriveva i paraggi come terra dei Piceni, da Ancona a Pescara, e definiva la località, come delimitata dal torrente "Albula" (successivamente Vibrata o Ubrata) (dalle memorie di Lino Fracassa).

## Storia
Alba Adriatica era parte del comune di Tortoreto, di cui, con il nome di Tortoreto Stazione (dato che nel 1863, venne creata la locale stazione della prima linea del treno del Regno d'Italia, sulla costa adriatica), fu sede comunale. Il 14 luglio 1956, dopo un periodo di campagna elettorale molto accesa, il piccolo quartiere Tortoreto Stazione, con referendum a cui fece seguito il decreto del Presidente della Repubblica, si staccò dall'originaria Tortoreto, mutando il proprio nome in quello di Alba Adriatica.
Il suo stemma comunale ritrae un sole che sorge dal mare, a indicare che nasce una nuova comunità sull'Adriatico. Da alcuni anni è ormai accertata la presenza di siti neolitici di oltre cinquemila anni fa, nella parte ovest, in zona Ripoli, vicina al campo sportivo di calcio Vallese, dove sono stati trovati resti di un primitivo insediamento umano. Non si hanno riscontri archeologici o storici scritti di rilevanza, salvo una citazione di Plinio il Vecchio. Comunque, nella costruzione del viale Mazzini, negli anni Sessanta, furono ritrovati resti di anfore e altre indicazioni che, nell'epoca romana, vi erano ville romane, e centri di raccolta del sale.
Vestigia di notevole interesse è la Torre di Carlo V, una delle torri costiere di avvistamento, volute dal viceré spagnolo d'Alcalá, del Regno di Napoli (XVI secolo), posta di fronte al piccolo delta della Vibrata, il torrente che divide Alba Adriatica da Martinsicuro.
Non rimangono molti altri resti del passato, se non la chiesa patronale di Sant'Eufemia, di stile settecentesco, dove vi sono dei dipinti di artisti locali rimasti sconosciuti, ora riportata all'antico splendore da un profondo restauro strutturale. Sorgono nella zona le caratteristiche ville gentilizie settecentesche e ottocentesche dei Ranalli (in via Roma), dei Fiore (Villafiore), dei Marchesi De Sanctis (la villa del generale De Sanctis, sita in zona Stadio, a sud-ovest dell'abitato, è assolutamente da visitare, essendo una bellissima villa in stile Neoclassico, circondata dal verde), la villa del marchese Flajani, in seguito destinata a biblioteca comunale e parco pubblico, dove si può leggere e riposare all'ombra di alberi plurisecolari di oltre sessanta metri, su un perfetto giardino all'inglese, sita in via Roma, e la simpatica villa della famiglia Zanoni, molto particolare e interessante, costruita nel secolo scorso.
Nell'arco dei primi anni del 1900 nell'area dell'antica stazione di Tortoreto era stanziato un primo centro abitato fatto di ville e dimore residenziali. La zona acquisì nel tempo nuove abitazioni, strade, attività commerciali e servizi divenendo sempre più apprezzata per lo svago nel tempo libero e come località balneare nonostante il non facile accesso alla spiaggia.
Durante i primi anni del Novecento una ricca famiglia di Torano Nuovo (un paese nelle vicinanze di Alba Adriatica) con il suo capostipite Amadio Fiore decise di edificare una villa nella zona sud di Tortoreto Stazione. La residenza fu costruita con i primi mattoni creati dalla fornace della famiglia Fiore e di lì a poco nella zona circostante vi fu lo sviluppo di nuove costruzioni, di edifici e del lungomare, così "Villa Fiore" divenne il nome della nuova area sviluppata.
Nell'estate del 2006 il comune di Alba Adriatica ha ricevuto il ministro plenipotenziario dell'ambasciata statunitense a Roma, John Dwyer, in una manifestazione pubblica. Successivamente, il ministro Dwyer ha inaugurato Villa Flaiani, trasformata in edificio ristrutturato, e il parco pubblico a fianco della caserma dei carabinieri. L'ambasciata statunitense a Roma ha donato alcuni libri alla biblioteca comunale, inaugurata dal Ministro, sull'America e sulla popolazione statunitense.
Nella notte tra il 6 e il 7 ottobre 2007 le città di Alba Adriatica e Tortoreto vennero colpite da un'alluvione causata da piogge torrenziali e tre bombe d'acqua e aggravata dallo straripamento dell'invaso Fonte del Vascello, situato a Tortoreto Alto. La tracimazione portò una grande quantità di fango e detriti sulle due cittadine costiere, provocando ingenti danni alla popolazione e alle attività economiche. Il Consiglio dei ministri dell'epoca dichiarò lo stato di calamità per le città colpite. La cittadina ci mise un anno intero a risollevarsi dal disastro.

### Simboli
Lo stemma e il gonfalone di Alba Adriatica sono stati concessi con decreto del presidente della Repubblica del 26 febbraio 1969.

## Monumenti e luoghi d'interesse

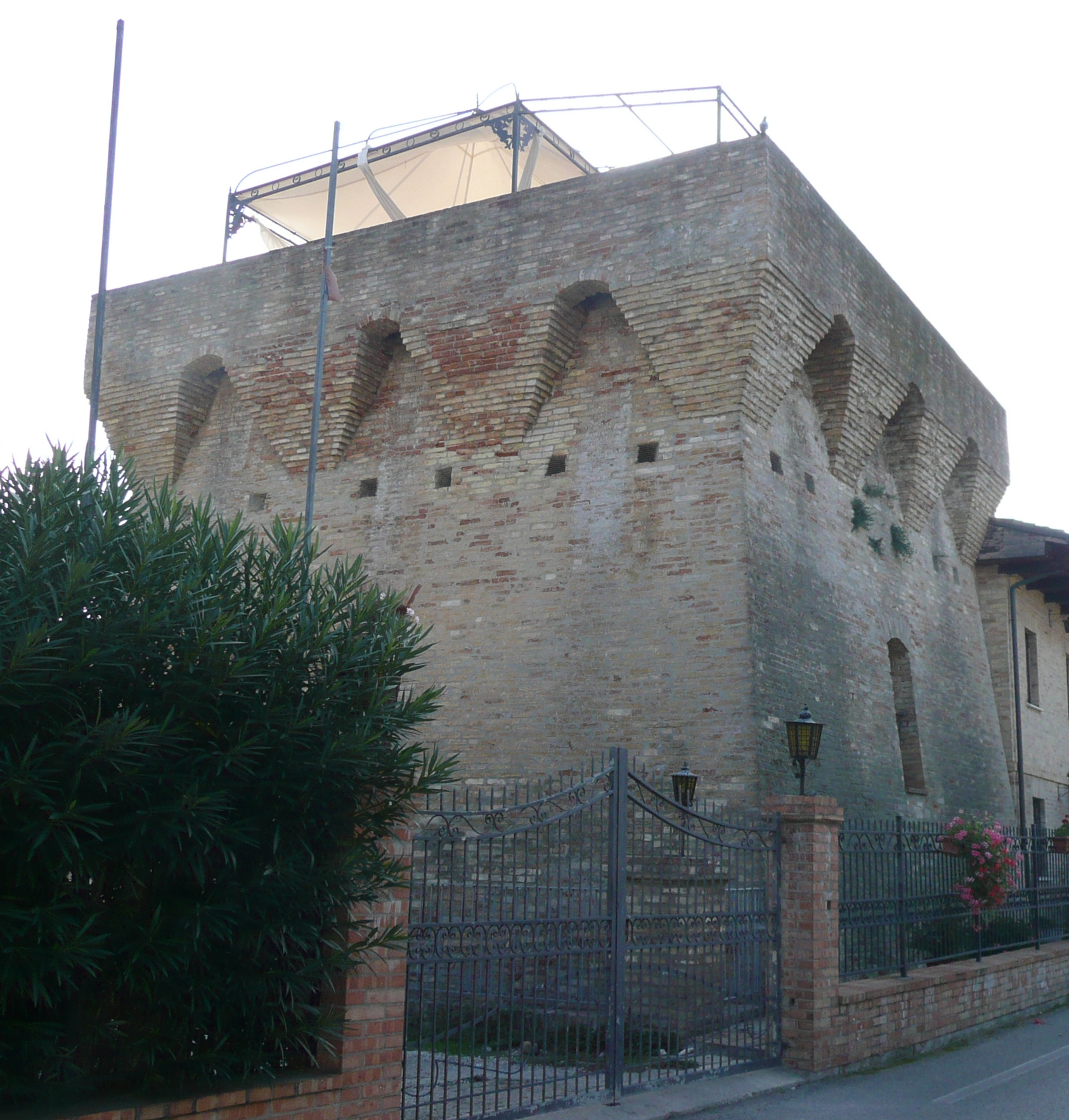
Torre Vibrata

- Torre della Vibrata: torre di avvistamento della costa abruzzese, edificata durante il regno di Carlo V di Spagna per volere del viceré spagnolo di Napoli, nel 1568, essendo frequenti gli attacchi dei Saraceni.

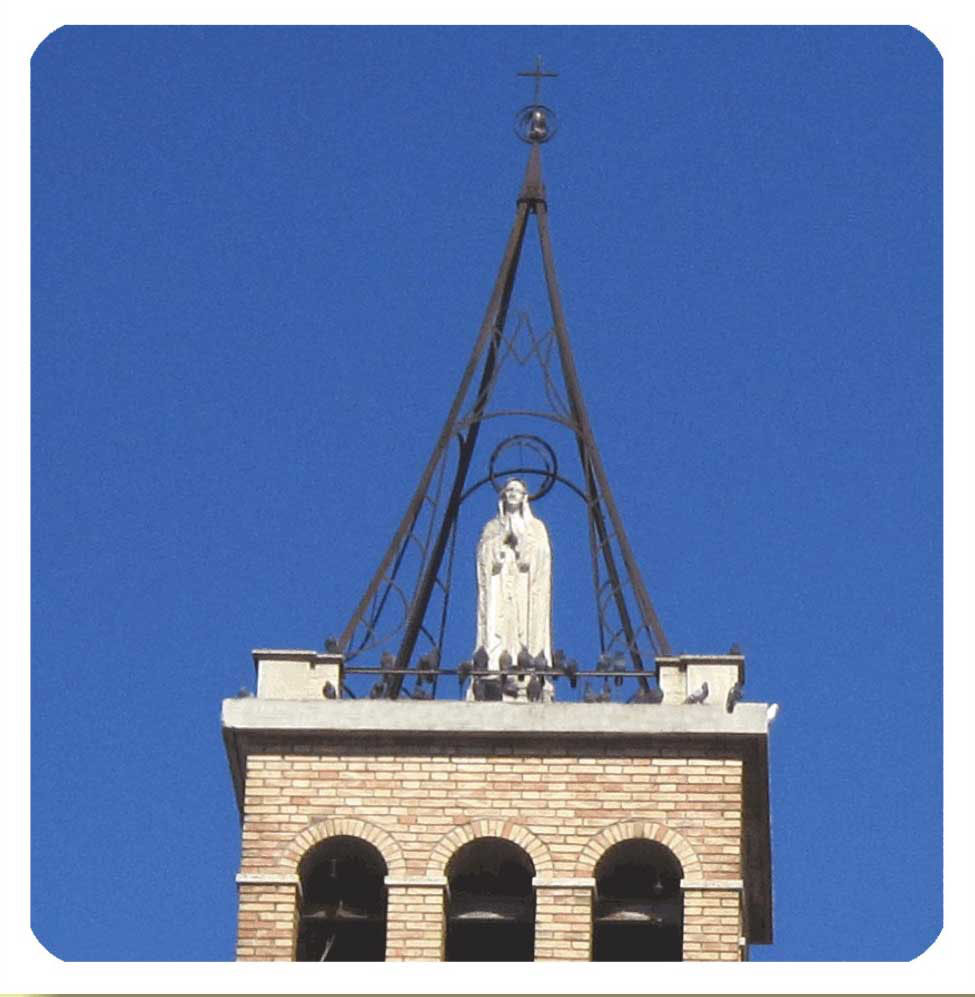
Campanile della chiesa di Sant'Eufemia

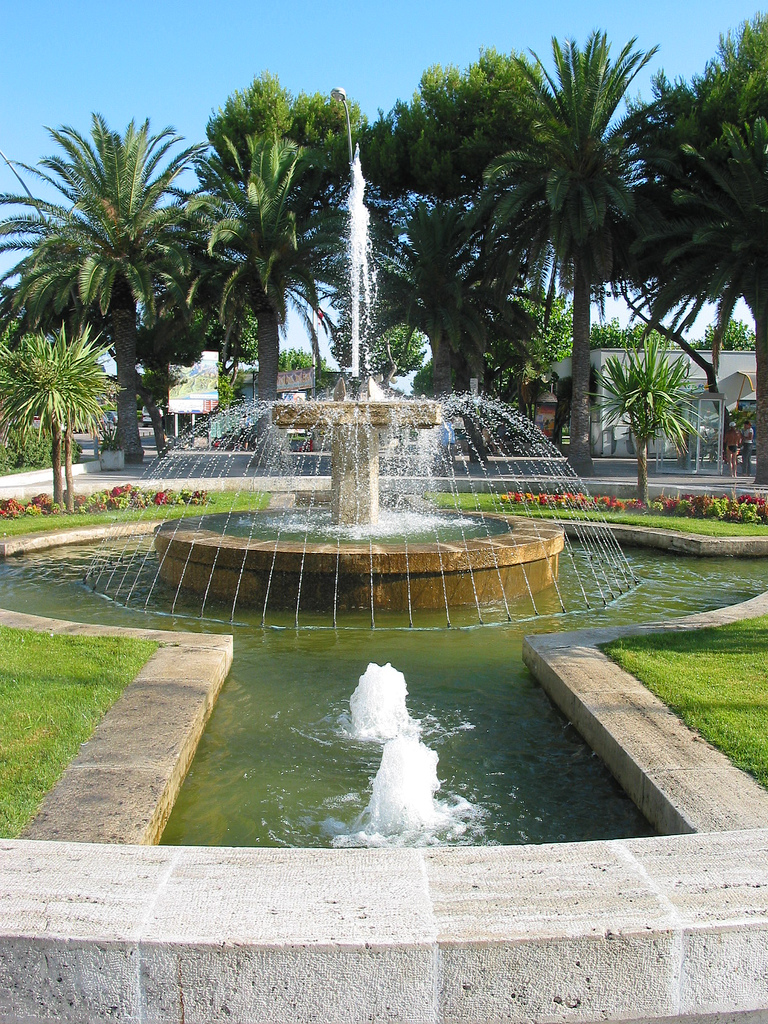
Fontana La Rotonda

Nel XVI secolo, quando Carlo V era Imperatore del Sacro Romano Impero e - tra l'altro - re di Napoli, il confine tra il Regno di Napoli a sud e lo Stato della Chiesa a nord era segnato dal corso inferiore del fiume Tronto.
Proprio vicino alla foce di questo fiume, per volere del viceré don Pedro di Toledo, nel 1547 si costruì una torre, come posto di guardia e difesa della costa dalle incursioni saracene, ed anche un edificio adiacente, destinato all'ufficio doganale del confine con lo Stato Pontificio. Solo successivamente tale fortificazione entrerà a far parte del sistema di torri costiere del Regno di Napoli.
Progettista fu il valenciano Pirro Luis Escribà (italianizzato in Pirro Aloisio Scrivà), capitano ed architetto militare, lo stesso del Forte spagnolo dell'Aquila e di Castel Sant'Elmo a Napoli. La realizzazione fu diretta dal capitano Martin da Seguera o Martín de Segura dal quale presero il nome sia il centro abitato di Martinsicuro che la stessa torre, detta anche di Carlo V.
Nel XVI secolo, dopo l'alleanza tra Francia e Impero ottomano, crebbe la minaccia di incursioni da parte dei Saraceni, che furono particolarmente intense nell'estate del 1556 quando all'Abruzzo furono risparmiate le terribili devastazioni subite dalle coste italiane solo grazie alle difese ed al sistema di punti d'avvistamento predisposte dal duca d'Atri Giovan Girolamo Acquaviva.
Di conseguenza si decise di costruire un sistema integrato di avvistamento e difesa delle coste italiane; il viceré don Pedro Afán de Ribera, duca di Alcalá, volle che anche il litorale abruzzese, come già altre coste della penisola, fosse dotato di una serie di torri costiere, destinate non solo a dare l'allarme in caso di incursioni nemiche ma, essendo dotate di guarnigione e colubrine, anche a respingere tali incursioni.
Nel 1568, Alfonso Salazar, commissario del presidente della Regia Camera di Summaria, dopo aver effettuato un sopralluogo insieme all'ingegnere Scala, dispose la costruzione di quattordici torri: Tronto, Vibrata, Salinello, Tordino, Vomano, Chirano, Fossacesia, Senella e le sei del 1563; i lavori furono portati a termine entro il 1569.
- La torre fu costruita da Alfonso Salazar, e mantenne la funzione di avamposto militare fino all'Ottocento, assieme alle torri di Roseto degli Abruzzi, Tortoreto Alto, Giulianova, Martinsicuro. Negli ultimi decenni è stata restaurata e adibita a ristorante. La torre ha robusta pianta quadrata a scarpa, con merlature nella cornice superiore. I pirati rapitori barbareschi potevano essere avvistati da ben dieci miglia sull'Adriatico. La parte superiore non è più praticabile ed è chiusa al pubblico, per motivi di sicurezza.

- Villa Flajani: la villa appartenuta alla prestigiosa casata dei Marchesi Flajani ora biblioteca comunale è la dimostrazione dell'alta nobiltà del territorio sotto il regno borbonico.
- Chiesa parrocchiale di Sant'Eufemia: la chiesa fu costruita nel 1920 nell'allora nascente Alba Adriatica, ancora frazione di Tortoreto. Fu costruita con forme classicheggianti a metà tra il gotico e il romanico. Dopo i bombardamenti della seconda guerra mondiale, è stata ampliata e consacrata nel 1949, con la costruzione del campanile qualche anno dopo, dai vaghi caratteri di torre littoria. La chiesa ha pianta rettangolare a navata unica, con facciata a capanna, decorata da un rosone e semplice portale romanico. I fianchi hanno finestre e portali gotici. Il campanile è una semplice torre, costruita negli anni '50.
- Parrocchia dell'Immacolata Concezione: è stata costituita come parrocchia presso il quartiere Basciani nel 1977, ma la chiesa risale solo al 2003, consacrata nel 2008 dal vescovo di Teramo Michele Seccia. L'edificio vuole dare l'idea di una barca in navigazione con tre grandi vele spiegate, rappresentate dal campanile di facciata. Lo stesso tema della barca è ripreso all'interno dove una poppa e una prua in ceramica di Castelli sostengono l'altare e l'ambone. Pregevole è anche l'organo a canne.
- Chiesa di Santa Maria in Villa Fiore: si trova in questa contrada, è stata realizzata nel 1971. La chiesa è a pianta rettangolare con i lati convessi, eccettuata la facciata in mattoni e cemento, preceduta all'ingresso da un nartece. Gran parte della facciata è occupata da una grande finestra policroma con la rappresentazione di Gesù benedicente i fedeli. L'interno in mattoni e costoloni di cemento armato, è a navata unica.
- Lungomare Guglielmo Marconi: è attraversato dal "Corridoio Verde Adriatico", ossia una pista ciclabile che parte da Martinsicuro, con collegamenti fino alla Puglia. In Abruzzo, la pista è ferma a Ortona, provincia di Chieti. Il lungomare, realizzato negli anni '50, è stato decorato di una fontana monumentale, chiamata "Fontana Nilo" in onore del commissario prefettizio Nilo, il quale, con il suo interessamento, permise di ottenere finanziamenti per la sua costruzione e si adoperò per dare un punto di riferimento ai turisti dell'epoca.
- Villa Chiarugi: fu costruita nel 1720 dall'architetto Rolli per la nobile famiglia Ranalli, sulle rovine di un castello di guardia, forse appartenente all'epoca di Carlo V. La villa ha pianta rettangolare, di tipico stile neoclassico, con stucchi, e ordine di finestre centrale, di cui la principale è la maggiore. Vi sono statue in stile classico, poste in corrispondenza delle lesene. Sita in via Roma, la villa seicentesca, ora conosciuta in tutta Europa, come "Il Gattopardo", è un ex night club, ora disco dance e locale da ballo per giovani. Vi si tengono serate di musica latina, DJ set e menù di pesce e pizza in una sofisticata discoteca all'interno; è in fase di ristrutturazione. È monumento nazionale secondo l'Intendenza alle antichità e belle arti.
- Monumento ai Caduti: Statua di bronzo sita in piazza IV Novembre, opera del famoso scultore internazionale di Nereto Francesco Perilli, uno dei padri del Multiculturalismo, che rappresenta i caduti di tutte le guerre, che vengono portati in paradiso, come martiri, dalle colombe della pace.
- Monumento ai caduti della Prima guerra Mondiale: sito in piazza IV Novembre, nella zona sud ovest, ricorda i caduti di Alba Adriatica, durante la grande guerra. Vi sono i nomi della maggior parte delle famiglie di Alba Adriatica colpite da lutti di guerra In origine, era sito dinanzi alla scuola Fabio Filzi, ora dismessa e pericolante, rudere storico e luogo predestinato a far posto a opere moderne e funzionali.

- Monumento pedestre AD MERCATUM: sito a terra, in forma di targa di bronzo ottagonale, in piazza IV Novembre, realizzato da Francesco Perilli, messo al posto della storica fontana del comune, recita, in latino volutamente maccheronico «AD MERCATUM UNDIQUE VENIEBANT». La traduzione, voluta dal sindaco Lino Fracassa, ricorda che "un giorno, qui, in questo punto, si svolgeva il mercato del lunedì, e che venivano da tutta la Val Vibrata, ad Alba Adriatica". Il maccheronico veniebant al posto del classico latino Venibant, illustra che qui si svolgeva un mercato per gente semplice, di campagna o povera. Tra gli anni '50 e '60, Alba Adriatica era un centro agricolo molto povero, che poi si è evoluto e arricchito come nuovo centro turistico e di interesse commerciale, soprattutto nel settore pellettiero (borse e cinture).

- Monumento a Ivan Palazzese: sito sul lungomare Marconi in confluenza di viale Mazzini, ricorda l'albense Ivan Palazzese, giovane pilota del motociclismo internazionale, morto in un incidente di gara a Hockenheim (Germania).
- Monumento alla Madonnina dei marinai: sito sul lungomare Marconi, è la protettrice dei marinai e dei turisti.
- Le sessantennali Pinete, piantate alla nascita del comune di Alba Adriatica, e ora molto sviluppate, sono uno dei segreti del successo turistico di Alba Adriatica. Sono costituite da Pini di Montagna, trasferiti dalla Montagna dei Fiori, per concessione delle autorità demaniali e che si sono ben adattati alla vita sulla riva del mare. Vi è una forza di polizia, ex guardia forestale, ora sezione dei Carabinieri, che controlla che le leggi sulla tutela ambientale e le quattro pinete siano rispettate ad Alba Adriatica.

### Evoluzione demografica
Abitanti censiti

### Lingue e dialetti
Il dialetto di Alba Adriatica è il primo, andando da nord a sud, che può essere inserito nel gruppo dei dialetti abruzzesi adriatici. Ha molte caratteristiche in comune con il dialetto di Giulianova, con cui condivide una cadenza molto simile, ma è in alcuni aspetti influenzato dai dialetti aso-truentini, in particolar modo dall'area sambenedettese. Esso presenta innanzitutto l'apocope dei finali di parola in -ne, -no e -ni (pallò/pallù per "pallone"/"palloni"): si tratta fenomeno tipicamente marchigiano, che ha inizio a partire da Ancona e termina a Giulianova. A differenza di altre parlate della costa teramana, nel dialetto albense sono assenti i frangimenti vocalici di ù in ì (brìttë per "brutto", tì per "tu"), di é in ò e di é in à (fòmmënë per "femmina", sigaròttë per "sigaretta", quallë per "quello"), presenti invece a Giulianova (i primi due) e Tortoreto (l'ultimo). È però già riscontrabile l'apertura indistinta delle vocali in pressoché tutti i vocaboli (ròppe per "rómpere", mònnë per "móndo", nòmë per "nóme", mèttë per "méttere", spèsë per "spésa"): tale fenomeno incomincia già a Corropoli, Colonnella e Martinsicuro, ed è una delle caratteristiche più vistose dell'area teramana, trovando estensione specie lungo la costa addirittura fino a Pescara. Tra gli elementi che più chiaramente differenziano il dialetto di Alba dal sambenedettese (e dal martinsicurese), è la metafonesi sannitica da "-o" finale solo per la "e" e non per la "o" (bìllë per "bello", macìllë per "macello" ma pòrchë per "porco", mòrtë per "morto"), tipica dei dialetti abruzzesi adriatici, mentre nella vicina Martinsicuro, a San Benedetto del Tronto e in generale nei dialetti della costa marchigiana meridionale è presente la metafonesi anche per la "o" (pùrchë per porco, mùrtë per morto). Quest'ultima caratteristica consentirebbe perciò di considerare il dialetto albense come di transizione tra quelli aso-truentini e quelli abruzzesi.

### Etnie e minoranze straniere
Nel 2008 la popolazione straniera residente ad Alba Adriatica risulta essere il 10,81% del totale. La comunità più numerosa è quella cinese (3,24% del totale della popolazione residente); seguono, tra le più consistenti, quella albanese (1,76%), quella rumena (1,67%) e quella ucraina (0,52%).

## Cultura

### Cinema
Nel 2016 il regista Luca Torzolini ha girato ad Alba Adriatica il cortometraggio Baumwolle (So Sind Wir). scritto da Denis Bachetti con Flavio Sciolè e musiche di Mario Mariani (compositore).
Nel 2008 è stato girato ad Alba Adriatica il cortometraggio Vibrata, diretto da Sergio Santilli e Gianrico Di Gennaro, con protagonista l'artista locale Duccio Di Monte. Il film è ambientato principalmente sotto il ponte situato nei pressi della foce del torrente Vibrata, mentre la scena finale è stata girata sulla spiaggia della frazione Villa Rosa di Martinsicuro.

### Eventi
Il primo evento di rilevanza nazionale svoltosi sul suolo albense risale al 1970 quando si svolse la prima edizione del Premio di scultura, pittura e grafica "Marino Mazzacurati", alla presenza di giurati del calibro di Renato Guttuso, Carlo Levi e Pier Paolo Pasolini.

## Economia
L'economia si basa essenzialmente sulle attività turistiche, sviluppate lungo tutta la costa. Il comune si è fregiato per tredici anni della bandiera blu fino al 2013 e poi nuovamente nel 2022, ovvero un riconoscimento conferito dalla FEE alle migliori località costiere europee. Nella Guida Blu 2015 di Legambiente è segnalata con una vela.

## Infrastrutture e trasporti

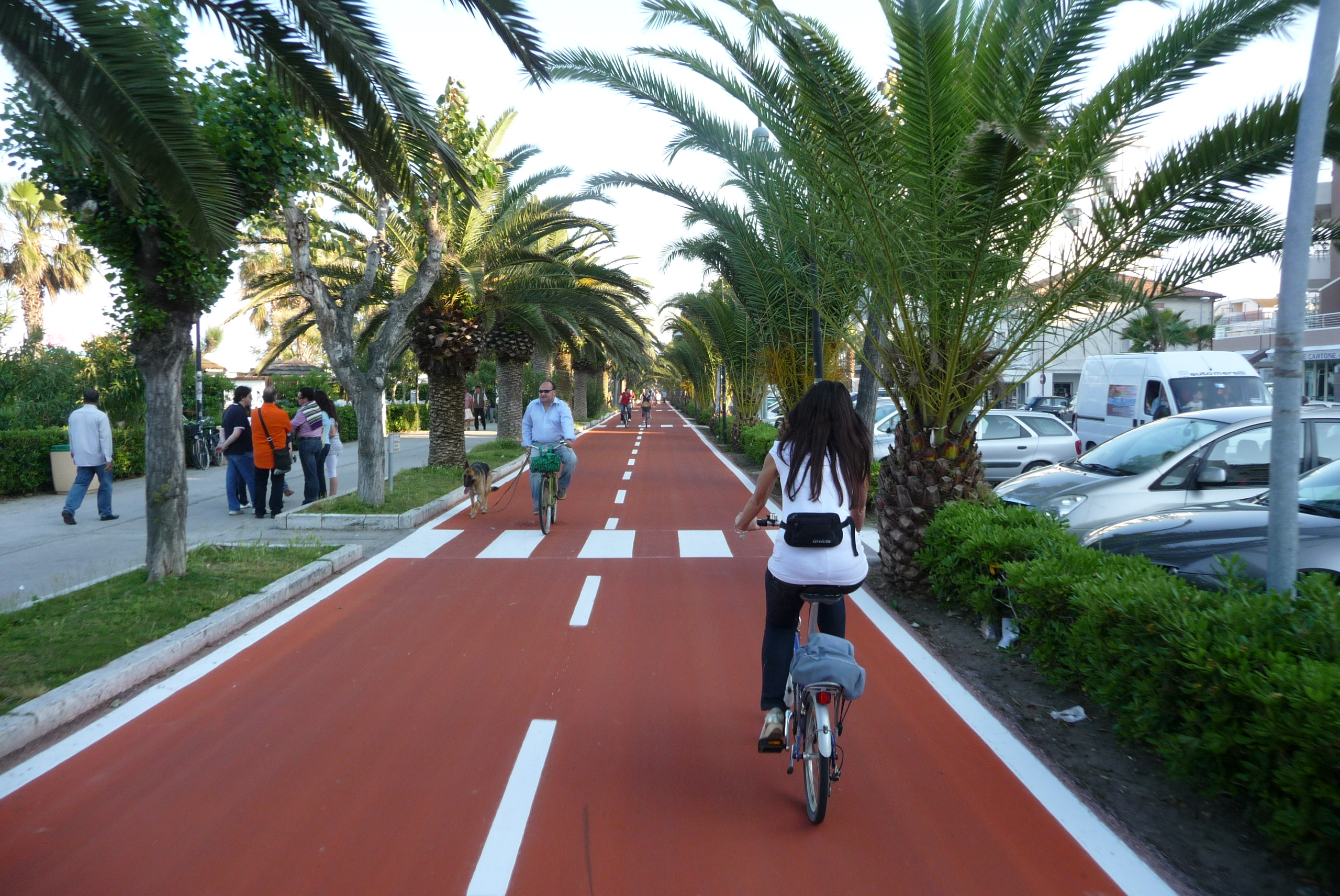
La ciclovia adriatica nel tratto di Alba Adriatica

Alba Adriatica è attraversata da una pista ciclabile che corre parallelamente alla costa permettendo di pedalare senza soluzione di continuità per circa 25 km, da Martinsicuro a Roseto degli Abruzzi, grazie ai ponti in legno costruiti sul torrente Vibrata, sul fiume Salinello e sul fiume Tordino. La pista già realizzata è parte del più ampio progetto della ciclovia Adriatica, che prevede un percorso che colleghi Ravenna con Santa Maria di Leuca.
Ad ovest, vi è la deviazione della statale sedici, nel tratto detto di via Vittorio Veneto, che passa a Ovest del centro di Alba Adriatica, strafficandolo.
Non molto lontano da via Veneto, vi è l'ingresso dell'autostrada A14, Val Vibrata. A metà di via Veneto, vi è il cavalcavia che collega la strada statale 16 con il centralissimo viale Mazzini, il lungomare e le strutture ricettive, turistiche e alberghiere. Una società privata, convenzionata dal comune, compie giornalmente il lavoro di collegamento delle periferie con il centro e l'intero lungomare Marconi.

## Amministrazione

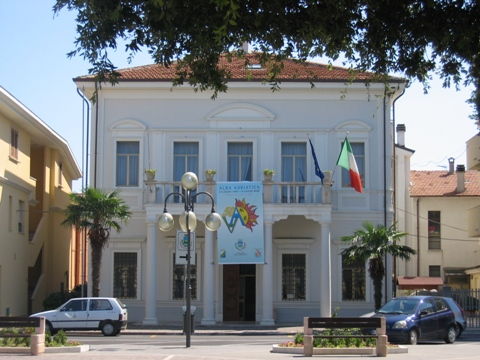
Palazzo comunale

### Gemellaggi
- Miranda, dal 2006.[25]

## Sport
La squadra di calcio locale, l'A.S.D. Alba Adriatica Calcio, ha disputato campionati dilettantistici regionali.
Altre società calcistiche della cittadina sono state l'Atletico Alba e il Villa Fiore, non più attive, e l'Alba Nova, che ha disputato campionati dilettantistici.
Ha sede nel comune la società di pallavolo Iseini Volley, fondata nel 1989, che disputa il campionato di serie B nazionale maschile.
Nel 1973 Alba Adriatica è stata sede di arrivo della nona tappa del Giro d'Italia partita da Carpegna e vinta Patrick Sercu. Nel 2002 vi si è inoltre conclusa una tappa del Giro femminile.
Negli anni dal 1984 al 1990, la locale squadra di tennis tavolo ha raggiunto la Serie A nazionale. 
Nel 1996, ad Alba Adriatica si è svolto il primo torneo di scacchi della CEE. 
Nel 2011 Alba Adriatica è stata l'arrivo della cronometro, valida come sesta tappa del Giro d'Italia Giovani Under 23. Lo stesso anno si è svolta la prima edizione della competizione annuale Gran Fondo "Costa dei Parchi".
Nel 2012 il comune ha ospitato l'arrivo di due tappe del Giro d'Italia Giovani Under 23; la prima, con partenza da Colonnella, la seconda una cronometro partita da Giulianova.
Ogni anno vengono organizzati tornei estivi di beach volley, beach soccer e il master finale del campionato italiano di beach rugby.
Per il basket la squadra locale era l'Alba Adriatica Basket che ha militato in serie C1, raggiungendo una finale di Coppa di Lega. La società ha ceduto il titolo sportivo all'Ascoli Basket nel 2009; oggi la pallacanestro albense è rappresentata dalla società ASD Alba Basket, una delle principali realtà cestistiche della Val Vibrata, fondata nel 2013 e che rivendica una continuità storico-sportiva con la precedente Alba Adriatica Basket.

### Impianti sportivi
- Stadio comunale "Luca Vallese", dedicato a un giovane calciatore locale morto a 20 anni[34]; viene utilizzato dall'Alba Adriatica Calcio;
- Stadio comunale "Valeria Rosini", dedicato a una giovane ragazza albense morta a 24 anni[35]; viene utilizzato dal settore giovanile dell'Alba Adriatica Calcio e da altre società calcistiche minori;
- Palazzetto dello sport comunale di via degli Oleandri, utilizzato prevalentemente dalle locali squadre di pallacanestro e pallavolo.
- Arena Fabio Filzi, parco pubblico con playground, all'incrocio tra via Battisti e via Duca D'Aosta.

### Periodici
- Città informata, notiziario amministrativo municipale di Alba Adriatica, comune di Alba Adriatica. A. I, (1997);